# Kniphofia brachystachya
Kniphofia brachystachya es una planta bulbosa de la familia Xanthorrhoeaceae. Es originaria del sur de África.

## Descripción
Es una planta bulbosa  con tallos solitarios o en pequeños grupos. Las hojas son erectas o algo encorvadas, rígidas de 15-28 cm de largo x 4-12 cm de ancho. El escapo de  250-650 mm de altura. La inflorescencia en forma de racimos cilíndricos, densos, de 40-90 x 10-15 mm, con flores de color amarillo pálido a marrón, púrpura marrón, ligeramente perfumadas.  Fruto globoso.
Relacionado con la especie Kniphofia typhoides, pero de menor estatura, con hojas más cortas y estrechas y las flores algo más pequeñas, de 4-5 mm de largo. Las brácteas son ovadas, agudas, mientras que en K. typhoides son redondeadas en el ápice. La única otra especie con flores tan pequeñas es Kniphofia buchananii, pero en esta especie las flores son blancas, las brácteas son lanceoladas acuminadas, y las hojas de la base, son de 400-600 x 2,5-4,0 mm .

## Distribución y hábitat
Se encuentra desde las montañas del este de Griaqualand, KwaZulu-Natal y las estribaciones de los Drakensberg, en la región central de KwaZulu-Natal, en  los pastizales de la montaña a altitudes de 1 300 a 2 200 metros.

## Taxonomía
Kniphofia brachystachya fue descrita por  (Zahlbr.) Codd y publicado en  Fl. Pl. Africa 36: t. 1424, en el año 1964.
Sinonimia
- Notosceptrum brachystachyum Zahlbr.[5]